# 長崎宝塚劇場
長崎宝塚劇場（ながさきたからづかげきじょう）は、かつて長崎県長崎市に所在していた東宝系の劇場・映画館。九州共栄興行が経営・運営していた。

## 歴史
- 1909年（明治42年）6月18日：長崎市本石灰町34番地に寄席満知多座（みちたざ）として開業[1]
- 1916年（大正5年）5月15日：満知多座から三七三座（みなみざ）に改称[1]
- 1919年（大正8年）5月3日：三七三座を改装し南座として再オープン。歌舞伎興行を開始。
- 1942年（昭和17年）10月17日：大阪梅田映画劇場（現在のTOHOシネマズ梅田）に経営譲渡され、長崎宝塚劇場と改称。演劇興行を開始。
- 1971年（昭和46年）12月30日：本石灰町6-38に移転し、東宝系の映画館として再オープン。
- 2005年（平成17年）2月18日：建物の老朽化のために閉館[2]。「満知多座」時代から数えて96年の歴史に幕を下ろした。最後の上映作は『ハウルの動く城』[2]。建て替え後のビルで映画館が営業するかは未定とされたが、結果的には入居しなかった。
- 2007年（平成19年）6月27日：同館跡地にビジネスホテル「リッチモンドホテル長崎思案橋」がオープンした。

## 特徴
開業当初から主に洋画の大作・話題作が多く上映されていたが、まれにスタジオジブリ作品などの大ヒットが予想される邦画を上映することもあった。座席数は541席（映画館オープン当初は700席だった）。